# Guido Veroi
Guido Veroi, né à Rome le 16 novembre 1926 et mort dans la même ville le 16 janvier 2013, est un sculpteur, médailleur, mosaïste et maître-verrier italien. 

## Biographie
Ingénieur civil de formation, Guido Veroi se consacre à la sculpture et plus particulièrement dans le domaine des monnaies et médailles.
Guido Veroi est membre de la Fédération internationale de la médaille d'art.

## Œuvres
À Martina Franca : mosaïques (300 m²) et vitraux de l'église.

### Monnaie et médailles
Il a dessiné le set de pièces de l'État de la Cité du Vatican en euro, avec pour motif le buste du pape Jean-Paul II.
Il a également conçu le dessin de la pièce de 2 euro commémorative 2004 du Vatican à l'occasion du 75e anniversaire de la fondation de l’État de la Cité du Vatican.